# NGC 4744
NGC 4744 је спирална галаксија у сазвежђу Кентаур која се налази на NGC листи објеката дубоког неба.
Деклинација објекта је - 41° 3' 38" а ректасцензија 12h 52m 19,5s. Привидна величина (магнитуда) објекта NGC 4744 износи 12,7 а фотографска магнитуда 13,6. NGC 4744 је још познат и под ознакама ESO 323-22, MCG -7-27-6, DRCG 56-57, DCL 332, IRAS 12495-4047, PGC 43661.